# 354 v. Chr.
Portal Geschichte | Portal Biografien | Aktuelle Ereignisse | Jahreskalender | Tagesartikel

◄ |
5. Jahrhundert v. Chr. |
4. Jahrhundert v. Chr. |
3. Jahrhundert v. Chr. |
►

◄ | 370er v. Chr. | 360er v. Chr. | 350er v. Chr. | 340er v. Chr. |
330er v. Chr. |
►

◄◄ | ◄ | 357 v. Chr. | 356 v. Chr. | 355 v. Chr. | 354 v. Chr. |
353 v. Chr. |
352 v. Chr. |
351 v. Chr. |
► |
►►

## Ereignisse

### Politik und Weltgeschehen

#### Westliches Mittelmeer
- Marcus Fabius Ambustus und Tiberius Quinctius Pennus Capitolinus Crispinus werden römische Konsuln.
- Die Samniten im Süden Italiens schließen einen Vertrag mit der Römischen Republik, in dem der Fluss Liris als Grenze zwischen den beiden Völkern festgelegt wird. Das Zweckbündnis, um sich gegen die Kelten und gegen die umliegenden Völker behaupten zu können, hält allerdings nur bis ins Jahr 343 v. Chr., in dem der erste der Samnitenkriege ausbricht.

#### Östliches Mittelmeer
- Die Belagerung von Methone durch den makedonischen König Philipp II. endet. Er gewährt den Einwohnern der Stadt nach deren Kapitulation freies Geleit und lässt die Stadt schleifen.
- Dion von Syrakus, der unter dem Druck gegnerischer Gruppierungen zunehmend tyrannisch regiert, fällt einer Verschwörung seines Mitstreiters Kalippos zum Opfer. Dionysios II. von Syrakus kehrt nach zehn Jahren Exil zurück nach Sizilien und reißt die Macht wieder an sich.
- Theben gelingt im Dritten Heiligen Krieg gegen die Phoker ein entscheidender Sieg. Der phokische Feldherr Philomelos begeht daraufhin Selbstmord. Der Oberbefehl über die Truppen geht auf Onomarchos über. Philipp II. von Makedonien nutzt die Gelegenheit, seine Macht in Mittelgriechenland auszubauen, und marschiert mit einer Armee gen Süden.
- Plutarch von Eretria ruft die Athener gegen seinen Rivalen, Kallias von Chalkis zu Hilfe, der mit Philipp II. von Makedonien verbündet ist. Eine Hilfsexpedition wird gegen den Willen Demosthenes’ bewilligt.

#### China
- Die Schlacht von Guiling (chinesisch 桂陵之戰) wird zwischen den Staaten Qi und Wei in der Zeit der Streitenden Reiche ausgetragen.

### Kultur
- um 354 v. Chr.: Platon bricht die Arbeit an seinem Dialog Kritias ab, der damit Fragment bleibt.

## Gestorben
- Dion von Syrakus, Tyrann von Syrakus (* 409 v. Chr.)
- Herakleides von Syrakus, griechischer Politiker
- Timotheos, griechischer Staatsmann